# Scotland (Dakota del Sud)
Scotland è un comune (city) degli Stati Uniti d'America della contea di Bon Homme nello Stato del Dakota del Sud. La popolazione era di 841 abitanti al censimento del 2010.

## Geografia fisica
Scotland è situata a 43°08′57″N 97°43′06″W (43.149108, -97.718460).
Secondo lo United States Census Bureau, la città ha una superficie totale di 2,2 km², dei quali 2,2 km² di territorio e 0 km² di acque interne (0% del totale).
A Scotland è stato assegnato lo ZIP code 57059 e lo FIPS place code 57940.

## Storia
Scotland fu progettata nel 1879. Il nome le fu dato dagli immigrati scozzesi che provenivano dalla Scozia (Scotland in inglese).

## Società

### Evoluzione demografica
Secondo il censimento del 2010, c'erano 841 abitanti.

### Etnie e minoranze straniere
Secondo il censimento del 2010, la composizione etnica della città era formata dal 96,67% di bianchi, lo 0,95% di afroamericani, lo 0,83% di nativi americani, lo 0,24% di asiatici, lo 0% di oceanici, lo 0% di altre razze, e l'1,31% di due o più etnie. Ispanici o latinos di qualunque razza erano lo 0,24% della popolazione.